# Chiesa di San Pietro (Nurallao)
La chiesa di San Pietro è un edificio religioso situato a Nurallao, centro abitato della Sardegna centrale. Consacrata al culto cattolico è sede dell'omonima parrocchia e fa parte dell'arcidiocesi di Oristano.